# Момбарочо
Момбаро̀чо (на италиански: Mombaroccio, на местен диалект Mombròcc, Момброч) е село и община в Централна Италия, провинция Пезаро и Урбино, регион Марке. Разположено е на 321 m надморска височина. Населението на общината е 2157 души (към 2010 г.).